# Inferno Match
Inferno Match är en wrestling-match där ringkanterna står i lågor. Begreppet blev känt när Undertaker mötte Kane i den första Inferno-matchen, på Armagedon 1998 för wrestling-federationen  WWF.
Matchen går ut på att den första som får sin motståndare att brinna vinner.
Det finns ingen domare med och allt är tillåtet.
Inferno Match används hos federationerna:
- WWF
- WWE
- WCW
- ECW

## Kända Inferno-matcher
- Undertaker vs Kane 1998
- Undertaker vs Kane 1999 (Rematch)
- Kane vs HHH 2000
- Undertaker vs Kane 2002
- Kane vs MVP 2006
- Brothers of Destruction (Undertaker och Kane) vs DX (HBK och HHH) 2007 (Överrasknings Match)